# Festival Internacional de Cinema de Sant Sebastià 2019
La 67a edició del Festival Internacional de Cinema de Sant Sebastià (en basc 67. Donostiako Zinemaldia)) va tenir lloc entre el 20 i el 28 de setembre de 2019 a Sant Sebastià. L'actriu espanyola Penélope Cruz, va ser, per una part va ser la imatge oficial d'aquesta edició, i alhora, li fou concedit el Premi Donostia juntament amb el director Costa Gavras i l'actor Donald Sutherland. La gala d'inauguració fou presentada per Loreto Mauleón i Cayetana Guillén Cuervo.
La Conquilla d'Or fou atorgada a la pel·lícula brasilera Pacificado de Paxton Winters; Proxima d'Alice Winocour va rebre el premi especial del públic. La Conquilla de Plata al millor director fou atorgada a Jon Garaño, Aitor Arregi Galdos i Jose Mari Goenaga per La trinchera infinita, la Conquilla de Plata a la millor actriu s Greta Fernández pel seu paper a La hija de un ladrón i Nina Hoss pel seu paper a Das Vorspiel, la Conquilla de Plata al millor actor a Bukassa Kabengele pel seu paper a Pacificado. La gala de clausura fou presentada per Edurne Ormazabal i Natalia de Molina.

## Jurats

### Jurat de la Secció Oficial
- Neil Jordan  (President del Jurat)
- Pablo Cruz
- Lisabi Fridell
- Bárbara Lennie
- Mercedes Morán
- Katriel Schory

## Pel·lícules

### Secció Oficial
(17 pel·lícules a concurs)
| Títol                                           | Director                                            | País                                    |
| ----------------------------------------------- | --------------------------------------------------- | --------------------------------------- |
| Blackbird                                       | Roger Michell                                       | Estats Units                            |
| A Dark-Dark Man                                 | Adilkhan Yerzhanov                                  | Kazakhstan, França                      |
| Das Vorspiel                                    | Inna Weisse                                         | Alemanya, França                        |
| And the Birds Rained Down (Y Llovieron Pajaros) | Louise Archambault                                  | Canadà                                  |
| La hija de un ladrón                            | Belén Funes                                         | Espanya                                 |
| La trinchera infinita                           | Jon Garaño, Aitor Arregi Galdos i Jose Mari Goenaga | Espanya, França                         |
| Lhamo and Skalbe                                | Sonthar Gyal                                        | R.P. de la Xina                         |
| Mano de Obra                                    | David Zonana                                        | Mèxic                                   |
| Mientras dure la guerra                         | Alejandro Amenábar                                  | Espanya, Argentina                      |
| Pacificado                                      | Paxton Winters                                      | Brasil                                  |
| Patrick                                         | Goncalo Waddington                                  | Portugal, Alemanya                      |
| Proxima                                         | Alice Winocour                                      | França, Alemanya                        |
| Rocks                                           | Sarah Gavron                                        | Regne Unit                              |
| Thalasso                                        | Guillaume Nicloux                                   | França                                  |
| The Other Lamb                                  | Malgorzata Szumowska                                | Irlanda, Bèlgica, Polònia, Estats Units |
| Vendrá la Muerte y Tendra tus Ojos              | José Luis Torres Leiva                              | Xile, Argentina, Alemanya               |
| Zeroville                                       | James Franco                                        | Estats Units                            |

### Horizontes Latinos
| Títol                                              | Director                 | País                                                          |
| -------------------------------------------------- | ------------------------ | ------------------------------------------------------------- |
| La Cordillera de los Sueños (Pel·lícula Inaugural) | Patricio Guzman          | Xile                                                          |
| Agosto                                             | Armando Capó             | Cuba, Costa Rica, França                                      |
| Araña                                              | Andres Wood              | Xile, Argentina, Brasil                                       |
| Así habló el cambista                              | Federico Veiroj          | Uruguai, Argentina, Alemanya                                  |
| Chicuarotes                                        | Gael Garcia Bernal       | Mèxic                                                         |
| De nuevo otra vez                                  | Romina Paula             | Argentina                                                     |
| El Príncipe                                        | Sebastian Muñoz          | Xile, Argentina, Bèlgica                                      |
| La Bronca                                          | Diego Vega & Daniel Vega | Perú, Colòmbia                                                |
| Los Sonámbulos                                     | Paula Hernández          | Argentina, Uruguai                                            |
| Los Tiburones                                      | Lucía Garibaldi          | Uruguai, Argentina, Espanya                                   |
| Monos                                              | Alejandro Landes         | Colòmbia, Argentina, Països Baixos, Alemanya, Suècia, Uruguai |
| Nuestras Madres                                    | César Díaz               | França, Bèlgica, Guatemala                                    |
| Temblores                                          | Jayro Bustamante         | Guatemala, França, Luxemburg                                  |

### Nous realitzadors
| Títol                  | Director                  | País                       |
| ---------------------- | ------------------------- | -------------------------- |
| Africa                 | Oren Gerner               | Israel                     |
| Algunas bestias        | Jorge Riquelme Serrano    | Xile                       |
| Disco                  | Jorunn Myklebust Syversen | Noruega                    |
| La inocencia           | Lucía Alemany             | Espanya                    |
| Las buenas intenciones | Ana Garcia Blaya          | Argentina                  |
| Las letras de Jordi    | Maider Fernandez Iriarte  | Espanya                    |
| Le milieu de l'horizon | Delphine Lehericey        | Suïssa, Bèlgica            |
| Le Rêve de Noura       | Hinde Boujeema            | Tunísia, Bèlgica, França   |
| Lynn + Lucy            | Fyzal Boulifa             | Regne Unit, França         |
| Nematoma               | Ignas Jonynas             | Lituània, Letònia, Ucraïna |
| Scattered Night        | Lee Jihyoung i Kim Sol    | Corea del Sud              |
| Sestra                 | Svetla Tsotsorkova        | Bulgària                   |
| The Giant              | David Raboy               | Estats Units, França       |
| Yoake no Takibi        | Koichi Doi                | Japó                       |

### Perlak
| Títol                                         | Director                        | País                         |
| --------------------------------------------- | ------------------------------- | ---------------------------- |
| Seberg                                        | Benedict Andrews                | Estats Units                 |
| Alice and the Mayor                           | Nicolas Pariser                 | França, Bèlgica              |
| Amazing Grace                                 | Alan Elliott i Sydney Pollack   | Estats Units                 |
| Beanpole                                      | Kantemir Balagov                | Rússia                       |
| So Long, My Son                               | Wang Xiaoshuai                  | R.P. de la Xina              |
| Ema                                           | Pablo Larrain                   | Xile                         |
| Parasite                                      | Bong Joon-ho                    | Corea del Sud                |
| The Specials                                  | Olivier Nakache i Éric Toledano | França                       |
| The Truth                                     | Hirokazu Koreeda                | França, Japó                 |
| Les Misérables                                | Ladj Ly                         | França                       |
| Light of my Life                              | Casey Affleck                   | Estats Units                 |
| Fire Will Come                                | Oliver Laxe                     | Espanya, França, Luxemburg   |
| Portrait of a Lady on Fire                    | Celine Sciamma                  | França                       |
| Sorry We Missed You                           | Ken Loach                       | Regne Unit, França, Alemanya |
| Contigo a la intemperie (Weathering With You) | Makoto Shinkai                  | Japó                         |
| The Laundromant                               | Steven Soderbergh               | Estats Units                 |
| The Lighthouse                                | Robert Eggers                   | Estats Units, Canadà         |
| Waiting for the Barbarians                    | Ciro Guerra                     | Itàlia                       |

### Projeccions Premi Donostia
- Adults in the Room de Costa-Gavras
- The Burnt Orange Heresy de Giuseppe Capotondi
- Cuban Network d'Olivier Assayas

### Klasikoak
- Dào mǎ zéi de Tian Zhuangzhuang
- Mishima: A Life in Four Chapters de Paul Schrader
- Sátántangó de Béla Tarr

## Palmarès

### Selecció oficial
- Conquilla d'Or: Pacificado de Paxton Winters
- Premi Especial del Jurat : Proxima d'Alice Winocour
- Conquilla de Plata al millor director: Jon Garaño, Aitor Arregi Galdos i Jose Mari Goenaga per La trinchera infinita
- Conquilla de Plata a la millor actriu: (ex-æquo) Greta Fernández per La hija de un ladrón i Nina Hoss per Das Vorspiel
- Conquilla de Plata al millor actor: Bukassa Kabengele per Pacificado
- Premi del jurat a la millor fotografia: Laura Merians per Pacificado
- Premi del jurat al millor guió: Luiso Berdejo, Jose Mari Goenaga per La trinchera infinita

### Nous realitzadors
- Premi a la millor pel·lícula: Algunas bestias de Jorge Riquelme Serrano
- Menció especial: Sestra de Svetla Tsotsorkova

### Horizontes latinos
- Premi a la millor pel·lícula : De nuevo otra vez de Romina Paula
- Menció especial: La bronca de Diego Vega i Daniel Vega

### Premi del públic
- Premi a la millor pel·lícula: Hors normes de Olivier Nakache i Éric Toledano
- Premi a la millor pel·lícula europea: Sorry We Missed You de Ken Loach

### Premis especials
- Premi Donostia: Penélope Cruz, Costa-Gavras i Donald Sutherland